# Zlatna vrata (Split)
Zlatna vrata (lat. Porta aurea), glavna vrata Dioklecijanove palače u Splitu koja se nalaze po sredini sjevernih zidina palače. U rimsko doba kroz Zlatna vrata vodila je cesta na sjever, prema Saloni, glavnom gradu rimske provincije Dalmacije. Najraskošnije su dekorirana i druga su najbolje sačuvana vrata palače, uz Željezna vrata na zapadnom zidu.

## Opis
Zlatna vrata bila su glavna vrata Dioklecijanove palače i nalaze se po sredini sjevernog zida. Danas su visoka 4.50 m, a njihova originalna visina iznosila je oko 6.50 m, jer je danas sjeverni zid s vratima još uvijek djelomično zatrpan zemljanim nanosom koji se akumulirao stoljećima. Donji otvor je veličine 4.17 x 4.36 m, nad njim se nalazi nadvratnik (arhitrav) od devet romoidnih kamenih blokova visine 0,91 m, a iznad njega je dekorirani rasteretni luk od 19 kamenih blokova visine 3,02 m.
Na lijevo i desnoj strani vrata nalaze se po dvije niše i jedna centralna iznad luka u kojima su se nalazili kipovi tetrarha: Dioklecijana, Maksimijana, Galerija i Konstancija Klora. Poviše se nalazi sedam slijepih arkada koje stoje na kapitelima nestalih stupova, koji su ležali na menzolama. Iznad arkada i pojasnog vijenca glavnog zida nalazi se pet pijedestala, vjerojatno postolja nad kojima su se nalazili danas nepoznati kipovi.
Kroz vanjski dio vrata ulazilo se u unutrašnje dvorište (propugnaculum) nakon kojeg slijedi unutrašnji dio vrata. Iznad vanjskog i unutrašnjeg dijela vrata bili su stražarski prolazi koji su bili spojeni prolazima postrance. Iznad vanjskog dijela Zlatnih vrata, u uskom stražarskom prolazu, utemeljena je u 6. stoljeću crkvica sv. Martina. Vrata su branile dvije oktogonalne kule. Površina svake oktogonalne kule u tlocrtu bila je oko 60m2, unutarnji promjer 8.53 m, a strana 3.41 m. Naslanjale su se na glavni zid palače pa su građane bez jednog zida. Ulaz je vodio kroz prolaze u zidu palače, a na kat se nije moglo doći direktno iz prizemlja, jer se između prizemlja i prvog kata nalazio križni svod.

## Povijest
Naziv Zlatnih vrata u rimsko doba bio je Porta septemtrionalis ("sjeverna vrata") i car Dioklecijan († 316.) je vjerojatno ušao u svoju palaču kroz ta vrata, nakon abdikacije s carskog trona 1. svibnja 305. godine. U srednjem vijeku vrata su se nazivala "Rimska vrata" (Porta Romae). U 6. stoljeća je iznad vanjskog dijela vrata, u prostoru nekadašnjeg stražarskog prolaza, sagrađena crkvica sv. Martina, koja je kasnije bila dio ženskog dominikanskog samostana u Splitu. Iznad crkvice sv. Martina podignut je predromanički zvonik koji je srušen u 19. stoljeću, a bio je nalik zvoniku crkve Gospe od Zvonika iznad Željeznih vrata, koji je sačuvan do danas.
Tijekom ranog srednjeg vijeka vrata su zazidana, da bi manji prolaz u grad sa sjeverne strane bio otvoren istočnije od njih, a širenjem srednjovjekovnog grada na zapad otvorena su Vrata od Pisture, smještena zapadno od sjeverozapadne kule palače, koja su otada bila glavni ulaz u grad sa sjeverne strane. Za vrijeme renesanse, vrata su dobila današnje ime, a taj naziv spominje se prvi put 1553. godine u itineraru mletačkih sindika Dieda i Giustiniana.
Oko 1630. mletački providur Alvise Zorzi dao je porušiti do temelja jedanaest rimskih kula na sjevernoj i istočnoj strani zida Dioklecijanove palače, a među njima i oktogonalne kule koje su nekoć branile Zlatna vrata. Kameni materijal sa srušenih kula prevezen je brodovima u Veneciju i izgrađena je crkva sv. Marije od Salute (Santa Madona della Salute). Zlatna vrata ponovno su otvorena tek 1857. godine, nakon što su srušene kuće koje su bile sagrađene uz sjeverni zid palače i tlo ispred očišćeno od stoljetnih zemljanih nasipa. Unatoč čišćenju, i danas se oko 2 metra vrata i zida palače nalaze ispod razine tla. Zadnja je obnova izvedena u prvom i početkom drugog desetljeća 21. stoljeća.